# خورخي بوروتشاغا
خورخي لويس بوروتشاغا (بالإسبانية: Jorge Burruchaga)‏، الملقب ببورو، من مواليد 9 أكتوبر 1962: مدرب كرة القدم ولاعب كرة القدم محترف سابق أرجنتيني، ولد في كواليكواي، انتري ريوس. لعب كلاعب خط وسط مهاجم ومهاجم واشتهر بتسجيله هدف الفوز في المباراة النهائية لكأس العالم لكرة القدم 1986.

## مسيرته الكروية
لعب بوروتشاغا خلال مسيرته الاحترافية مع 4 أندية في ثمانية عشر موسمًا وسجل خلالها 116 هدف ضمن 456 مباراة. ولم يفز بأي موسم بالكأس وفاز في موسم واحد بالدوري.
خاض بوروتشاغا مسيرته مع نادي أرسنال ساراندي في عامي 1980-1982 ولمدة موسمين، مشاركًا في 49 مباراة سجل خلالها 7 أهداف. ثم انتقل إلى إنديبندينتي في موسم 1982 في المرة الأولى ليلعب معه أربعة مواسم ثم في موسم 1994–95 ليلعب معه أربعة مواسم، حيث شارك طوالها في 235 مباراة سجل خلالها 72 هدفًا. لينتقل بعدها إلى الدوري الفرنسي وتحديداً نانت في موسم 1985–86 ليلعب معه سبعة مواسم، مشاركًا في 140 مباراة سجل خلالها 27 هدفًا. ثم انتقل إلى جاره فالنسيان في موسم 1992–93 لمدة موسم واحد، مشاركًا في 32 مباراة سجل خلالها 10 أهداف، إلى أن عاد ثانية إلى إنديبندينتي حيث اختتم مسيرته الكروية هناك.

## وصلات خارجية
- خورخي بوروتشاغا على موقع الاتحاد الدولي (مؤرشف)  (الإنجليزية)
- خورخي بوروتشاغا على موقع الاتحاد الأوربي (الإنجليزية)
- خورخي بوروتشاغا على موقع قاعدة بيانات كرة القدم.إي يو (الإنجليزية)
- خورخي بوروتشاغا على موقع ليكيب (الفرنسية)
- خورخي بوروتشاغا على موقع ناشيونال فوتبول تيمز (الإنجليزية)
- خورخي بوروتشاغا على موقع عالم كرة القدم.نت (الإنجليزية)

- Futbol Factory profile (Archived) (بالإسبانية)